# Albert Rust
Albert Rust (* 10. říjen 1953, Mulhouse) je bývalý francouzský fotbalista, brankář.
S francouzskou reprezentací vyhrál Mistrovství Evropy 1984, byť na šampionátu jako náhradník Joela Batse nenastoupil. Má též bronzovou medaili z mistrovství světa v Mexiku roku 1986, kde nastoupil k poslednímu francouzskému zápasu na šampionátu, k zápasu o třetí místo s Belgií. I přesto, že obdržel dvě branky, Francouzi zvítězili 4:2 a získali bronz. Tento zápas byl také jediným, k němuž Rust v reprezentaci nastoupil. S olympijským týmem však získal zlatou medaili na letních olympijských hrách v Los Angeles roku 1984.
S klubem Montpellier HSC získal v sezóně 1989/90 francouzský pohár. V nejvyšší francouzské soutěži dosáhl nejlepšího výsledku v sezóně 1979/80, kdy jeho tým FC Sochaux vybojoval v lize druhé místo.